# Manfredonia
Manfredonia är en stad och kommun i provinsen Foggia, i regionen Apulien i södra Italien. Kommunen hade 56 906 invånare (2017) och gränsar till kommunerna Carapelle, Cerignola, Foggia, Monte Sant'Angelo, San Giovanni Rotondo, San Marco in Lamis, Zapponeta.
Den grekiska kolonin Sipontum låg tidigare där Manfredonia nu ligger. Sipontum erövrades av samniterna och togs tillbaka av Alexander I av Epirus 335 f.Kr. År 189 f.Kr. erövrade romarna Sipontum och placerade en koloni där. Den låg där två vägar möttes: dels vägen som följde den Adriatiska kusten, dels den väg som gick genom Arpi, Luceria, Aecae och Aequum Tuticum och vidare till Beneventum där den anslöt till Via Appia.
År 663 förstördes staden av slaver och på 800-talet föll staden i saracenernas händer. 1042 gjorde normanderna staden till säte. År 1233 skakades Siponto av en jordbävning. Jordbävningen skapade laguner med stillastående vatten. Det stillastående vattnet förde med sig ohälsa, vilket ledde till att staden övergavs.
Den moderna staden - Manfredonia  - byggdes av Manfred av Sicilien mellan 1256 - 1263 några få kilometer norr om ruinerna efter Sipontum. 1528 attackerades Manfredonia av fransmännen och 1620 förstördes staden praktiskt taget av turkarna.
Den här artikeln är helt eller delvis baserad på material från engelskspråkiga Wikipedia.